# SOCOM: U.S. Navy SEALs - Fireteam Bravo 3
Pour les articles homonymes, voir SOCOM.
SOCOM: U.S. Navy SEALs - Fireteam Bravo 3 est un jeu vidéo pour le PlayStation Portable et la suite de SOCOM: US Navy Seals - Fireteam Bravo 2. Le jeu est sorti le 16 février 2010. 
Fireteam Bravo 3 dispose d'une nouvelle campagne et des fonctions comme la toute nouvelle campagne en ligne co-op ainsi que jouer avec de médailles et de rubans de soutien et de classements. Il y aura aussi une campagne « illimitée », tel que décrit par les développeurs, la combinaison des missions personnalisées, des armes, engins, et de multiples niveaux de difficulté. Le titre sera également en charge la possibilité de débloquer des armes et des engins. Il dispose également d'équipe s'est concentrée gameplay qui permettra à de nouvelles façons pour les joueurs d'interagir, de l'expansion de l'équipe orientée, authentique, l'expérience militaire que la franchise est célèbre pour ainsi comme une histoire narrative dans une présentation convaincante de pointe